# Foundational Model of Anatomy
Das Foundational Model of Anatomy (FMA; „Grundlegendes Modell der Anatomie“) ist eine computergestützte Wissensquelle für die Bioinformatik, die sich mit der Darstellung der Entitäten und Beziehungen befasst, wie sie für das symbolische Modellieren der (phänotypischen) Strukturen des menschlichen Körpers notwendig sind. Insbesondere bietet FMA ein formales System in Form einer Ontologie für eine zusammenhängende Darstellung unseres deklarativen Wissens über die menschliche Anatomie.
Die FMA-Ontologie enthält ca. 75.000 Klassen und über 125.000 Terme; über 2,1 Millionen Relationsinstanzen aus über 168 Relationstypen verbinden die Klassen der FMA zu einem kohärenten symbolischen Modell. Die FMA ist damit eine der größten computerbasierten Wissenressourcen der Biomedizin.

## Komponenten

### Anatomische Taxonomie (At)
Die umfassendste Komponente des FMA ist die anatomische Taxonomie (At). Die dominierende Klasse in At ist Anatomische Struktur. Anatomatische Strukturen enthalten sämtliche Strukturen, die durch reguläre Genexpression entstehen: biologische Makromoleküle, Zellen und ihre Komponenten, Gewebe, Organe und Organteile sowie Organsysteme und Körperregionen. Makroskopische anatomische Strukturen sind am Umfassendsten repräsentiert, wohingegen biologische Moleküle vorrangig enthalten sind, um das strukturelle Kontinuum von großen Körperteilen wie dem Thorax hin zu biologischen Makromolekülen wie das Myosin zu illustrieren.
Neben der anatomischen Taxonomie spielen drei weitere Komponenten eine wesentliche Rolle in der FMA:

### Anatomisch-strukturelle Abstraktion (ASA)
Die anatomisch-strukturelle Abstraktion spezifiziert die räumlichen und die Teil-Ganzes-Beziehungen, die zwischen Entitäten aus der At bestehen, anhand deren Dimensionalität und Grenzen.

### Anatomische Transformations-Abstraktion (ATA)
Beschreibt die morphologischen Transformationen von Entitäten aus der At während der pränatalen Entwicklung und dem postnatalen Lebenszyklus.

### Metawissen (Mk)
Beschreibt die Prinzipien, Regeln und Definitionen bezüglich der Klassen und Relationen der drei anderen Komponenten.
Zusammenfassend kann das Foundational Model of Anatomy Ontologie durch folgende Abstraktion repräsentiert werden: FMA = (At, ASA, ATA, Mk).